# Sala de cinema

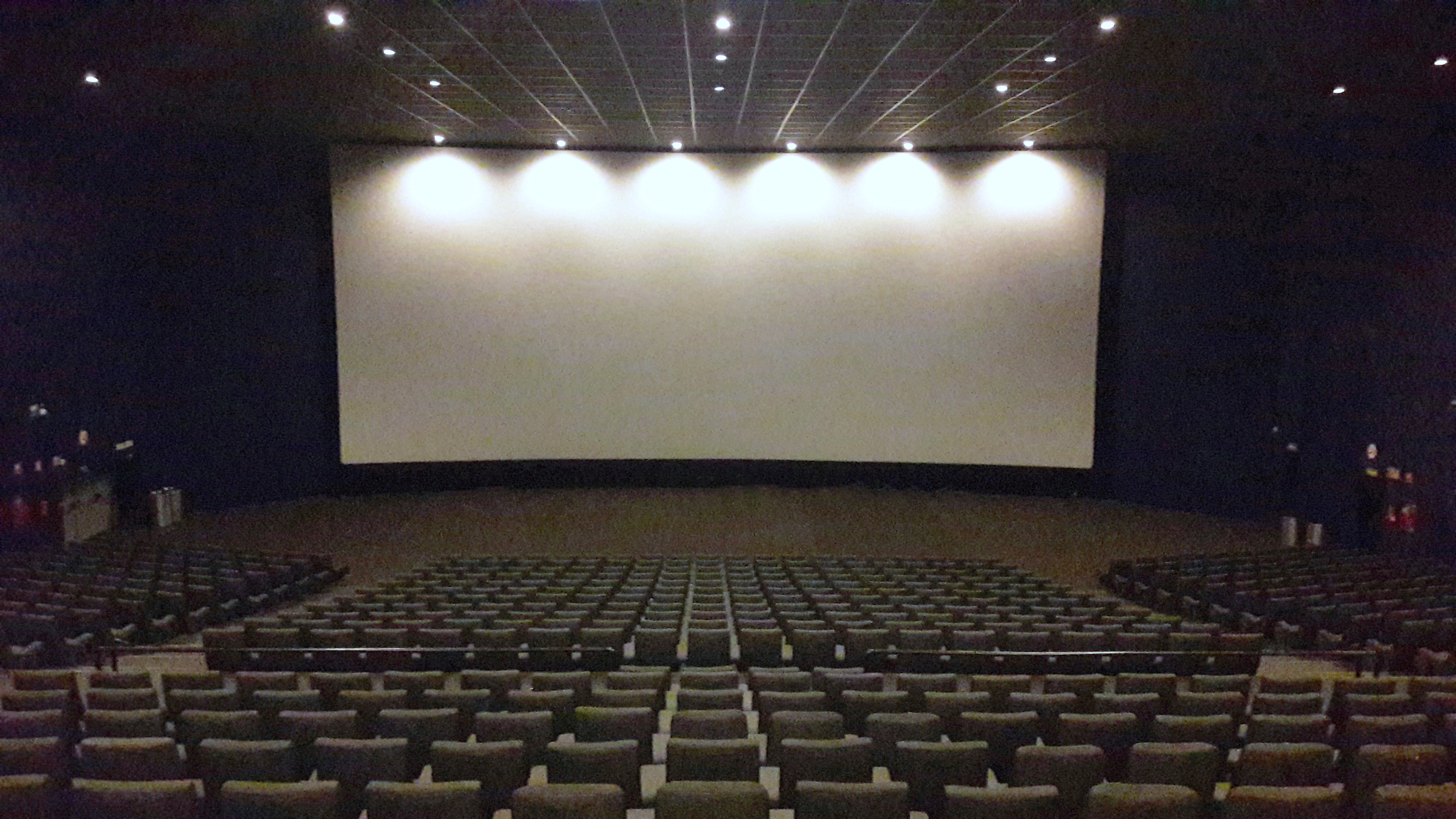
Uma sala de cinema.

Uma sala de cinema (ou simplesmente um cinema) é qualquer sala onde ocorrem projeções de filmes cinematográficos, mas especialmente uma sala de espetáculos de caráter comercial equipada para esta finalidade.
Nas salas comerciais, cada espectador compra um bilhete para ter acesso ao filme a que irá assistir. Os filmes, no cinema, são projetados em uma grande tela que fica diante do auditório, através de um projetor.
Desde o final dos anos 1990, alguns cinemas passaram a equipar-se para a projeção de cinema digital; este recurso permite eliminar a necessidade do uso da película cinematográfica, um material mais caro, porque depende da prata.